# از کلانتر محلی خود حمایت کنید!
از کلانتر محلی خود حمایت کنید! (انگلیسی: Support Your Local Sheriff!) فیلمی در ژانر نقیضه، کمدی، و وسترن به کارگردانی برت کندی است که در سال ۱۹۶۹ منتشر شد.

## بازیگران
- جیمز گارنر
- جوآن هکت
- والتر برنان
- هری مورگان
- جک ایلام
- بروس درن
- هنری جونز
- کاتلین فریمن
- جین ایوانز
- ویلیس بوشی